# Dongguan (köpinghuvudort i Kina, Jiangxi Sheng, lat 27,83, long 116,46)
Dongguan är en köpinghuvudort i Kina. Den ligger i provinsen Jiangxi, i den sydöstra delen av landet, omkring 110 kilometer sydost om provinshuvudstaden Nanchang. Antalet invånare är 18 745. Befolkningen består av 8 811 kvinnor och 9 934 män. Barn under 15 år utgör 24,0 %, vuxna 15-64 år 68 %, och äldre över 65 år 7,0 %.
Runt Dongguan är det ganska tätbefolkat, med 179 invånare per kvadratkilometer. Närmaste större samhälle är Fuzhou, 19,3 km nordväst om Dongguan. Trakten runt Dongguan består till största delen av jordbruksmark.
Genomsnittlig årsnederbörd är 2 563 millimeter. Den regnigaste månaden är juni, med i genomsnitt 466 mm nederbörd, och den torraste är oktober, med 21 mm nederbörd.